# استان پلون
پلِون نام یکی از استان‌های کشور بلغارستان است. مساحت این استان ۴٬۳۳۳٫۵ کیلومتر مربع و جمعیت آن ۲۶۹۷۵۲ نفر است.
همچنین مرکز این استان شهر پلون است.